# Einzelhaft
Einzelhaft es el nombre del primer álbum de Falco. Fue lanzado en Austria, Alemania, Estados Unidos, Japón, España, Italia, Canadá, Suecia y Finlandia.
El álbum logró algo de éxito con su sencillo principal "Der Kommissar", una innovativa e influencial canción de rap en alemán. Una versión en inglés grabada por la banda After the Fire fue un éxito en 1983.
Un sencillo promocional, "Auf der Flucht", fue lanzado en los Estados Unidos y Francia.
Otras canciones en Eizelhaft son fuertemente edeudadas de la "trilogía Berlin" de David Bowie: "Nie mehr Schule" extrae su música del tema instrumental de Bowie del álbum Low llamado "Speed of Life", mientras que "Helden von heute" es una reescritura transparente de la canción de Bowie, “Heroes”.

## Información del álbum
En 1980, Falco, quien había formado parte de la banda Drahdiwaberl, firmó un contrato por tres álbumes en solitario producidos por Robert Ponger y representado por Markus Spiegel. El primer sencillo fue That Scene, que llegó al puesto 11 de las lista de éxitos en Austria. La versión en alemán, que es más popular se llama Ganz Wien. Esta canción fue muy exitosa en Austria, pero en otros países no se notó.

## Producción
En la primavera de 1981, Falco y Ponger comenzaron a producir el álbum, y ya tenían una melodía para Der Kommissar. Originalmente Reinhold Bilgeri fue considerado para cantar la canción, pero se negó. Falco, impresionado por la melodía, eligió incluirla en su álbum debut. Dentro de tres días Falco escribió la letra para el ritmo de acompañamiento.
El segundo sencillo, "Der Kommissar" b/w "Helden von heute" fue lanzado. Llegó al tope de las listas de éxitos en más de veinte países en el mundo. En el conteo American Discos llegó al número uno.
Para promocionar su álbum Falco también lanzó Maschine brennt, Auf der Flucht y Zuviel Hitze.

## Relanzamiento (edición 25.º aniversario)
En 2007 el álbum fue remasterizado digitalmente y fue lanzado por los anteriores productores y mánagers de Falco, porque eran veinticinco años después de su éxito con este álbum. En Austria y Alemania fue lanzado el 8 de junio de 2007, mientras que en otros países europeos fue lanzado a finales de 2007.

## Lista de canciones
- Todas las canciones escritas por Falco/Ponger, excepto las indicadas.

1. "Zuviel Hitze" (Too Much Heat) - 4:31
2. "Der Kommissar" (The Commissioner) - 3:51
3. "Siebzehn Jahr" (Seventeen Years) - 3:54
4. "Auf der Flucht" (loosely, "On The Run) - 4:13
5. "Ganz Wien" - (Totally Vienna) 5:06 (Falco)
6. "Maschine brennt" (Machine Burns) - 3:36
7. "Hinter uns die Sintflut" - 3:16
8. "Nie mehr Schule" (No More School)- 4:36
9. "Helden von heute" (Hero Today) - 4:07 (Falco)
10. "Einzelhaft" - (Solitary Confinement) - 4:01

## Lista de canciones del disco 2 (sólo en edición de aniversario de 2007)
1. "Nie Mehr Schule (Anniversary Mix 2007) - 4:03
2. "That Scene (Ganz Wien) - 4:25
3. "Entrevista con Johann Hölzel 1993 - Kapitel 1 "Aus Hans Hölzel Wird Falco" - 3:59
4. "Entrevista con Johann Hölzel 1993 - Kapitel 2 "Die Ersten 3 Alben" - 3:09
5. "Entrevista con Johann Hölzel 1993 - Kapitel 3 "Erfolg Und Seine Konsequenzen" - 3:37
6. "Entrevista con Johann Hölzel 1993 - Kapitel 4 "Zeitgeist" - 5:28
7. "Entrevista con Johann Hölzel 1993 - Kapitel 5 "Westen, Osten, Norden, Süden" - 4:40
8. "Entrevista con Johann Hölzel 1993 - Kapitel 6 "Suche Nach Der Wahrheit" - 3:25
9. "Entrevista con Johann Hölzel 1993 - Kapitel 7 "Konzentration Der Kräfte" - 4:12
10. "Entrevista con Johann Hölzel 1993 - Kapitel 8 "Kunst Und Verantwortung" - 2:26
11. "Entrevista con Johann Hölzel 1993 - Kapitel 9 "Zukunftaussichten" - 5:03

## Posiciones en la lista de éxitos
El álbum llegó al primer lugar en Austria, al lugar 19 en Alemania y al 45 en Suecia y al 64 de los conteos de éxitos de Billboard en los Estados Unidos.

### Álbum
| Año  | Álbumess   | AUT | EE. UU. | ALE | CDN | SUE | HOL | ITA |
| ---- | ---------- | --- | ------- | --- | --- | --- | --- | --- |
| 1982 | Einzelhaft | 1   | 64      | 19  | 31  | 45  | 1   | 21  |

### Sencillos
| Año  | Sencillos                                | AUT | EE. UU. | EE. UU. (Cashbox) | CDN | SUI | ALE | ESP | FRA | ITA | JPN | NOR | HOL | RUS | SUE | RU | SA  |
| ---- | ---------------------------------------- | --- | ------- | ----------------- | --- | --- | --- | --- | --- | --- | --- | --- | --- | --- | --- | -- | --- |
| 1981 | Ganz Wien                                | 11  | -       | -                 | -   | -   | -   | -   | -   | -   | -   | -   | -   | -   | -   | -  | -   |
| 1982 | Der Kommissar                            | 1   | 72      | 74                | 11  | 2   | 1   | 1   | 3   | 1   | 1   | 3   | 18  | 1   | 4   | -9 | n/a |
| 1982 | Der Kommissar (Falco vs. After the Fire) | -   | 3       | 5                 | 12  | -   | -   | -   | -   | -   | -   | -   | -   | -   | 20  | 27 | 2   |
| 1982 | On the Run/Maschine Brennt               | 4   | 30*     | -                 | -   | -   | 10  | 34  | -   | -   | -   | 4   | 49  | -   | -   | -  | -   |

*#9 en el Hot Play de EE. UU.